# Angel vojvoda
Angel vojvoda (bulgariska: Ангел войвода) är ett distrikt i Bulgarien.   Det ligger i kommunen Obsjtina Mineralni Bani och regionen Chaskovo, i den centrala delen av landet, 190 kilometer sydost om huvudstaden Sofia.
Trakten runt Angel vojvoda består till största delen av jordbruksmark. Runt Angel vojvoda är det ganska glesbefolkat, med 31 invånare per kvadratkilometer.